# Restio helenae
Restio helenae är en gräsväxtart som beskrevs av Maxwell Tylden Masters. Restio helenae ingår i släktet Restio och familjen Restionaceae. Inga underarter finns listade i Catalogue of Life.